# Topaz (pomme)
Pour les articles homonymes, voir Topaz.

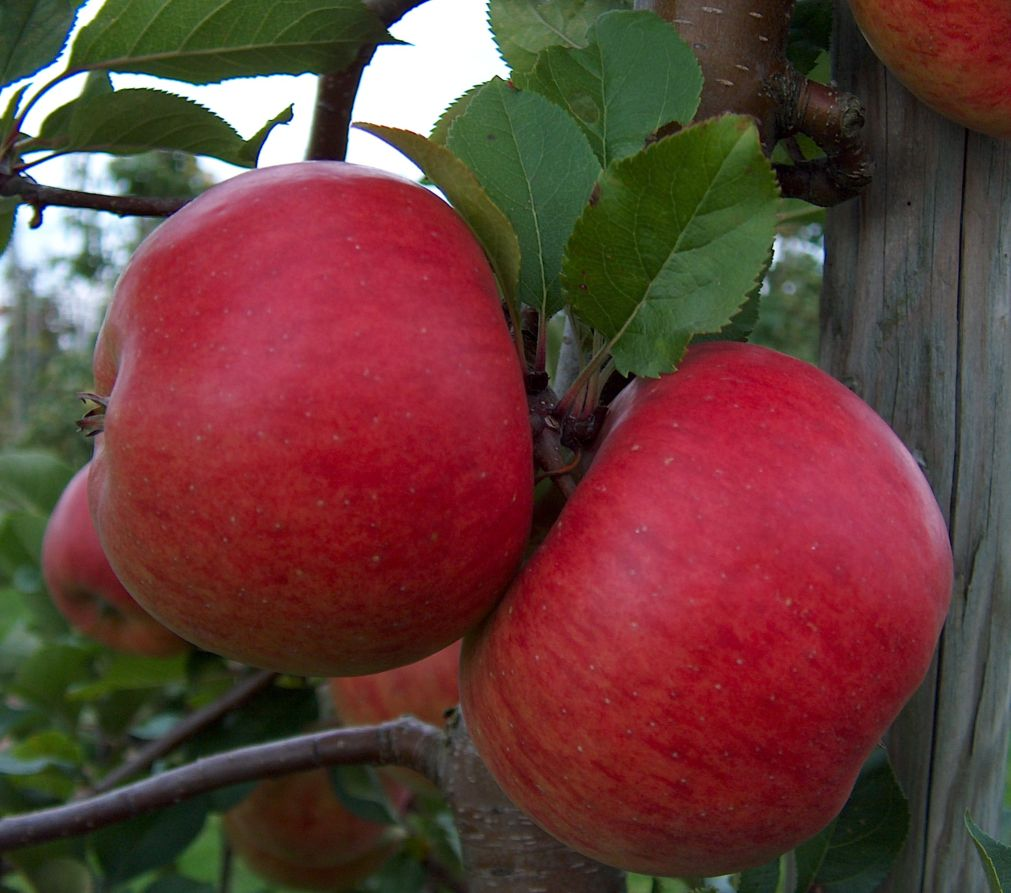
Pomme Topaz

Topaz est un cultivar de pommier domestique créé dans les années 1990 en Europe.

## Description
- Forme : légèrement aplatie
- Épicarpe : rouge

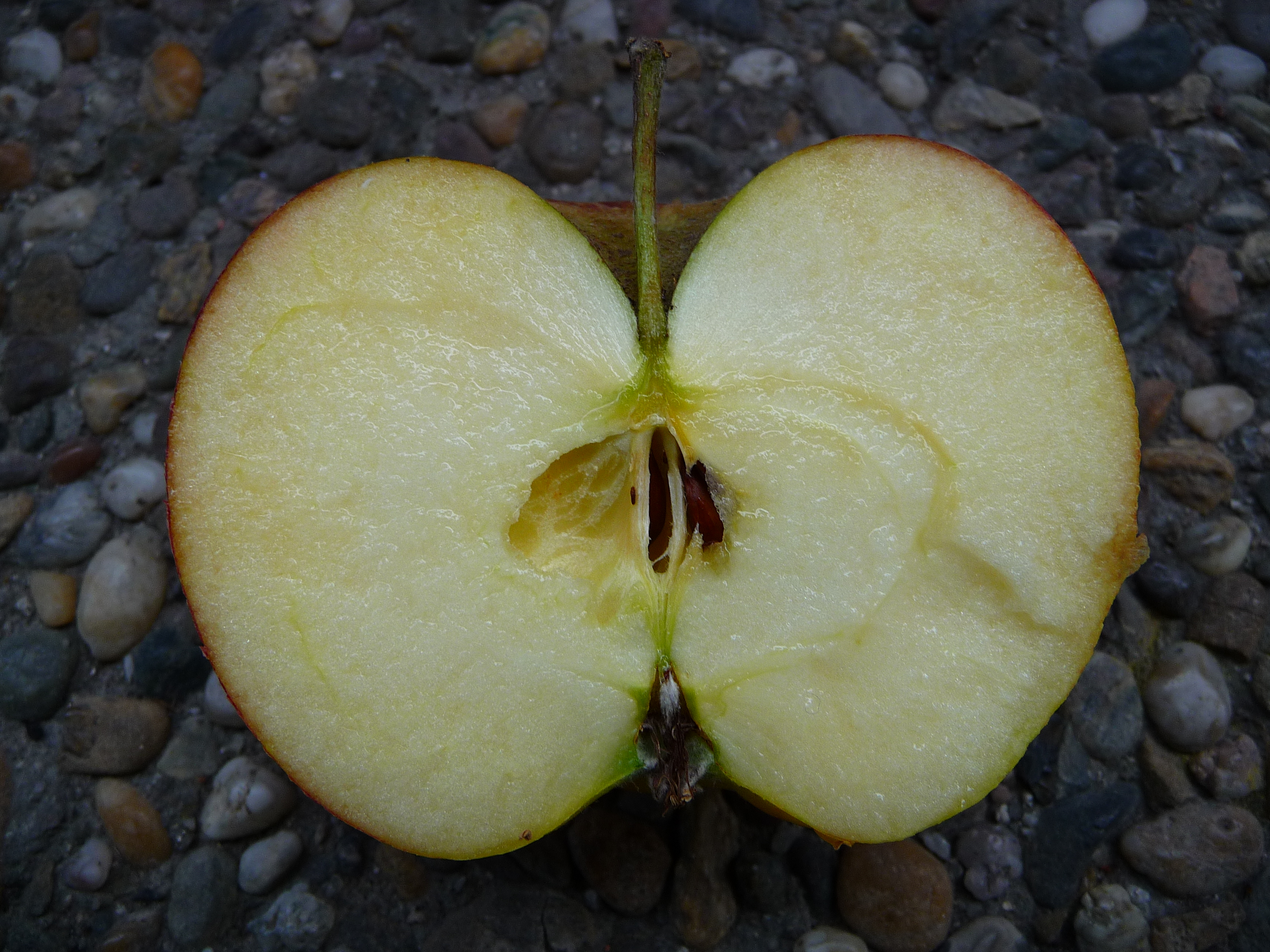
Une Topaz ouverte.

- Chair : relativement ferme, moyennement sucrée, acide et épicée
- Nutrition : forte teneur en vitamine C. Nécessitant peu de traitements chimiques phytosanitaires, la pomme peut généralement se croquer avec la pelure pour bénéficier des antioxydants qu'elle contient.

## Origine
La Topaz a été diffusée en 1993 par la station expérimentale tchèque de Strížovice.

## Parenté
C'est le fruit du croisement de Rubin (Golden Delicious × Lord Lambourne) et de Vanda (Jolana × Lord Lambourne).
Mutant(s)
- Red Topaz

## Pollinisation
- Variété diploïde, bon pollinisateur.
- Groupe de floraison: B.
- S-génotype: S2S5[1].
- Fécondation:
  - Compatibles et semi-compatibles: Reglindis, Teser, Florina, Rubinola, Alkmène, Nela.
  - Incompatible: Gala.

## Maladies
Variété génétiquement résistante aux races communes de tavelure (gène Vf). Pour cette raison elle est appropriée aux petits jardins familiaux où les traitements phytosanitaires sont rares. Elle est aussi souvent plantée en agriculture biologique.
Topaz pose toutefois des problèmes de pucerons cendrés en absence de traitement par l'huile de neem. La variété est peu sensible à l'oïdium et moyennement sensible à la maladie des taches de suie, au gloeosporium orbiculare, à l’hoplocampe du pommier et au carpocapse.

## Culture
L'arbre est moyennement vigoureux à faible avec des entre-nœuds courts, mais il est bien garni et sa mise à fruit est rapide. La variété supporte bien le gel tardif et a une tendance moyenne à l'alternance. Elle est mature vers le 15 octobre et se conserve bien en frigo jusque fin mars.